# Baocheng, Hainan
Baocheng är en köping i Kina. Den ligger i provinsen Hainan, i den södra delen av landet, omkring 170 kilometer sydväst om provinshuvudstaden Haikou. Antalet invånare är 146 684. Befolkningen består av 67 510 kvinnor och 79 174 män. Barn under 15 år utgör 18,0 %, vuxna 15-64 år 73 %, och äldre över 65 år 7,0 %.
Runt Baocheng är det ganska tätbefolkat, med 134 invånare per kvadratkilometer. Baocheng är det största samhället i trakten. Omgivningarna runt Baocheng är en mosaik av jordbruksmark och naturlig växtlighet.
Genomsnittlig årsnederbörd är 2 305 millimeter. Den regnigaste månaden är juli, med i genomsnitt 380 mm nederbörd, och den torraste är januari, med 15 mm nederbörd.